# Cyrtopodium blanchetii
Cyrtopodium blanchetii é uma orquídea do gênero Cyrtopodium, de hábito terrestre, encontrada em todo o cerrado brasileiro, vegetando em campos limpos e cerrado típico.